# Alesa prema
Alesa prema är en fjärilsart som beskrevs av Jean Baptiste Godart 1824. Alesa prema ingår i släktet Alesa och familjen Riodinidae. Inga underarter finns listade i Catalogue of Life.